# Myrsine kermadecensis
Myrsine kermadecensis är en viveväxtart som beskrevs av Thomas Frederic Cheeseman.
Myrsine kermadecensis ingår i släktet Myrsine och familjen viveväxter. Inga underarter finns listade i Catalogue of Life.